# Obóz pracy przymusowej w Ostrowcu
Obóz pracy przymusowej w Ostrowcu (niem. Zwangsarbeitslager für Juden Ostrowiec Swietokrzyski) – niemiecki obóz pracy przymusowej w Ostrowcu na terenie Generalnego Gubernatorstwa.
Istniał od 1 października 1942 do 3 sierpnia 1944. Był przeznaczony dla kobiet i mężczyzn narodowości żydowskiej.